# Ван ден Бомен, Бранко
Бра́нко ван ден Бо́мен (нидерл. Branco van den Boomen; род. 21 июля 1995, Велдховен, Северный Брабант) — нидерландский футболист, атакующий полузащитник клуба «Аякс».

## Клубная карьера
Ван ден Бомен — воспитанник клуба РКВВО, Валвейк и «Аякс». 11 ноября 2013 года в матче «Де Графсхап» он дебютировал в Эрстедивизи за дублёров последнего. Летом 2014 года ван ден Бомен перешёл в «Эйндховен». 15 августа в матче против «Эммена» он дебютировал в за новую команду. 24 октября в поединке против «Телстар» Бранко забил свой первый гол за «Эйндховен». Летом 2015 года ван ден Бомен перешёл в «Херенвен». 11 августа в матче против «Де Графсхап» он дебютировал в Эредивизи. 3 апреля 2016 года в поединке против «Роды» он забил свой первый гол за «Херенвен». В 2017 году он вернулся в Эйндховен.
Летом 2019 года ван ден Бомен перешёл в «Де Графсхап». 30 августа в матче против ТОП Осс он дебютировал за новый клуб. 13 сентября в поединке против дублёров «Аякса» Бранко забил свой первый гол за «Де Графсхап». 
Летом 2020 года ван ден Бомен перешёл во французскую «Тулузу». 22 августа в матче против «Дюнкерк» он дебютировал в Лиге 2. 26 сентября в поединке против «Осера» Бракно забил свой первый гол за «Тулузу». В 2022 году ван ден Бомен помог клубу выйти в элиту. 7 августа в матче против «Ниццы» он дебютировал в Лиге 1.
29 мая 2023 года подписал четырёхлетний контракт с «Аяксом».

## Международная карьера
В 2012 году ван ден Бомен выиграл юношеский чемпионат Европы в Словении. На турнире он сыграл в матчах против команд Словении и Германии.

## Достижения
«Тулуза»
- Обладатель Кубка Франции: 2022/23

Нидерланды (до 17)
- Победитель Юношеского чемпионата Европы: 2012